# Cyclophora ruficiliaria
Cyclophora ruficiliaria är en fjärilsart som beskrevs av Herrich-Schäffer 1855. Cyclophora ruficiliaria ingår i släktet Cyclophora och familjen mätare. Inga underarter finns listade i Catalogue of Life.